# Eritrasma
Eritrasma é uma Infecção cutânea crônica causada pela bactéria Corynebacterium minutissimum, uma bactéria Gram-positiva, comum em países tropicais e sub-tropicais que atinge cerca de 4% da população do mundo a cada ano, especialmente obesos, diabéticos, idosos e pessoas com hiperhidrose.

## Causa
Corynebacterium minutissimum é um bacilo gram-positivo normal na flora da pele, que não-forma esporo, aeróbio, que possui catalase e fermenta açucares. É mais comum em obesos, pessoas que suam muito, em países tropicais úmidos, com imunidade baixa, idosos e com diabetes. Vale lembrar que lavar-se pouco, lavar-se muito e usar álcool ou sabão bactericida em excesso pode lesionar a pele e favorecer o aparecimento de infecções mais resistentes.
Da mesma forma que uma infecção por fungos, é mais comum aparecer nas partes do corpo onde duas peles tem contatos entre si, como debaixo dos seios, nas axilas, nos espaços entre os dedos e na zona genital. As infecções podem formar placas irregulares e avermelhada que depois de um tempo, podem formar finas escamas pardas. Em algumas pessoas a infecção vai do tronco até à região anal.

## Diagnóstico
Os resultados através dos exames podem ser alcançados rapidamente, uma vez que a bactéria C. minutissimum tem um brilho fluorescente característico de cor vermelho coral quando observadas sob a luz ultravioleta.

## Tratamento
O tratamento desta doença é realizado através de antibióticos macrolídeos, como a eritromicina ou  tetraciclina, em gel ou pílula, juntamente com o uso de um sabão antibactericida ou com uma pomada de ácido benzoico, ácido fusídico e ácido salicílico. Há uma grande chance da infecção voltar em 6 meses a 1 ano, sendo necessário um novo tratamento.